# Вайбель, Вилли
Вилли Вайбель (нем. Willy Weibel; 21 сентября 1906 — апрель 1990, Цюрих) — швейцарский легкоатлет, выступавший в беге на короткие дистанции. Участник летних Олимпийских игр 1928 года.

## Биография
Вилли Вайбель родился 21 сентября 1906 года.
Занимался лёгкой атлетикой.
В 1928 году вошёл в состав сборной Швейцарии на летних Олимпийских играх в Амстердаме. В беге на 100 метров занял в забеге 1/8 финала 3-е место с результатом 11,4 секунды. В беге на 200 метров занял в забеге 1/8 финала 4-е место. В эстафете 4х100 метров сборная Швейцарии, за которую также выступали Эммануэль Гольдшмит, Вилли Чопп и Ханс Ниггль, заняла в полуфинале 2-е место с результатом 42,6 и 5-е место в финале (42,6), уступив 1,6 секунды завоевавшей золото с мировым рекордом команде США.
Также играл в футбол на позиции нападающего.
Умер в апреле 1990 года в швейцарском городе Цюрих.

## Личные рекорды
- Бег на 100 метров — 11,0 (1928)[5]
- Бег на 200 метров — 22,8 (1928)[5]